# Indonésie aux Deaflympics
L'Indonésie participe aux Deaflympics depuis 2009. Le pays n'a jamais participé aux Jeux d'hiver.

## Bilan général
L'équipe de Indonésie obtient 2 médailles des Deaflympics donc 2 bronzes.
| Année | Médaille d'or, Jeux olympiques | Médaille d'argent, Jeux olympiques | Médaille de bronze, Jeux olympiques | Total | Rang |
| 2009  | 0                              | 0                                  | 0                                   | 0     | NC   |
| 2013  | 0                              | 0                                  | 2                                   | 2     | 41e  |
| Total | 0                              | 0                                  | 2                                   | 2     |      |